# Iōannīs Grivas
Iōannīs Grivas (Ιωάννης Γρίβας) (Kato Tithorea, 23 febbraio 1923 – 27 novembre 2016) è stato un politico e magistrato greco, Primo ministro della Repubblica Ellenica ad interim dall'11 ottobre 1989 fino al 23 novembre 1989.

## Biografia
Si laureò in giurisprudenza presso l'Università di Atene.
Nel 1954 divenne giudice. Nel 1979 fu nominato giudice dell'"Areios Pagos" (Corte suprema di Grecia). Nel 1986 ne divenne il vicepresidente e nel 1989 presidente.
Fu altresì membro del tribunale che giudicò i capi della giunta militare che si impadronirono del paese con il colpo di Stato del 21 aprile 1967.
L'11 ottobre 1989 divenne Primo Ministro ad interim in seguito ad un articolo della costituzione che richiedeva che il presidente dell'"Areios Pagos" assumesse la guida del governo in caso di risultato incerto dello scrutinio elettorale. Quando le elezioni successive confermarono il risultato precedente, presentò le sue dimissioni il 23 novembre 1989.
Gli succedette Xenofōn Zolōtas.